# Ga Yên Lý
Ga Yên Lý là một nhà ga xe lửa tại huyện Diễn Châu, tỉnh Nghệ An. Nhà ga là một điểm trên tuyến đường sắt Bắc Nam tiếp nối sau ga Cầu Giát và trước ga Chợ Sy.